# Český Dub IV
Český Dub IV, Zámecký okres, je část města Český Dub v okrese Liberec. Nachází se na západě Českého Dubu. Je zde evidováno 181 adres. Trvale zde žije 1217 obyvatel.
Český Dub IV leží v katastrálním území Český Dub o výměře 9,04 km2.

Galerie

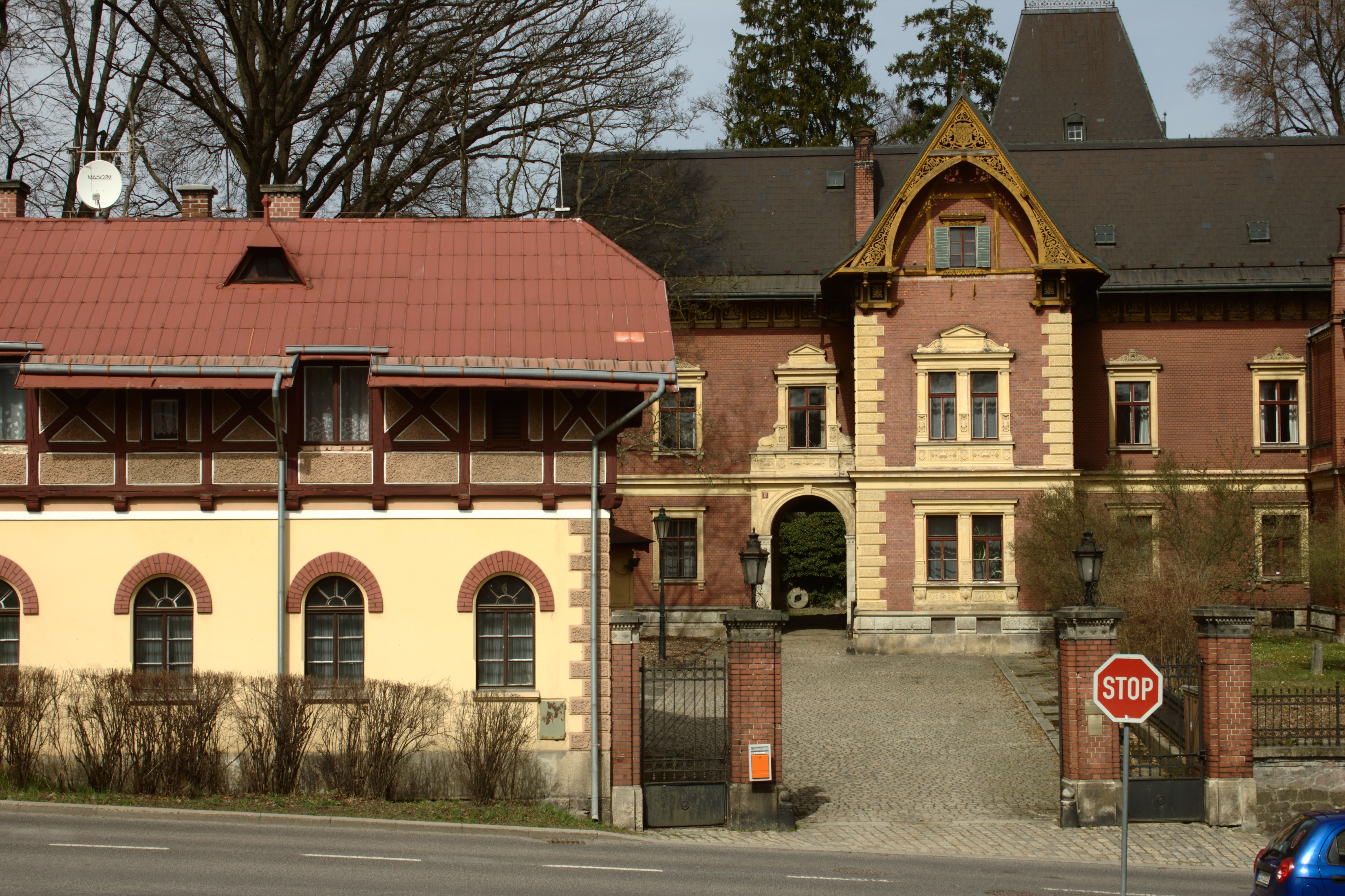
Podještědské muzeum
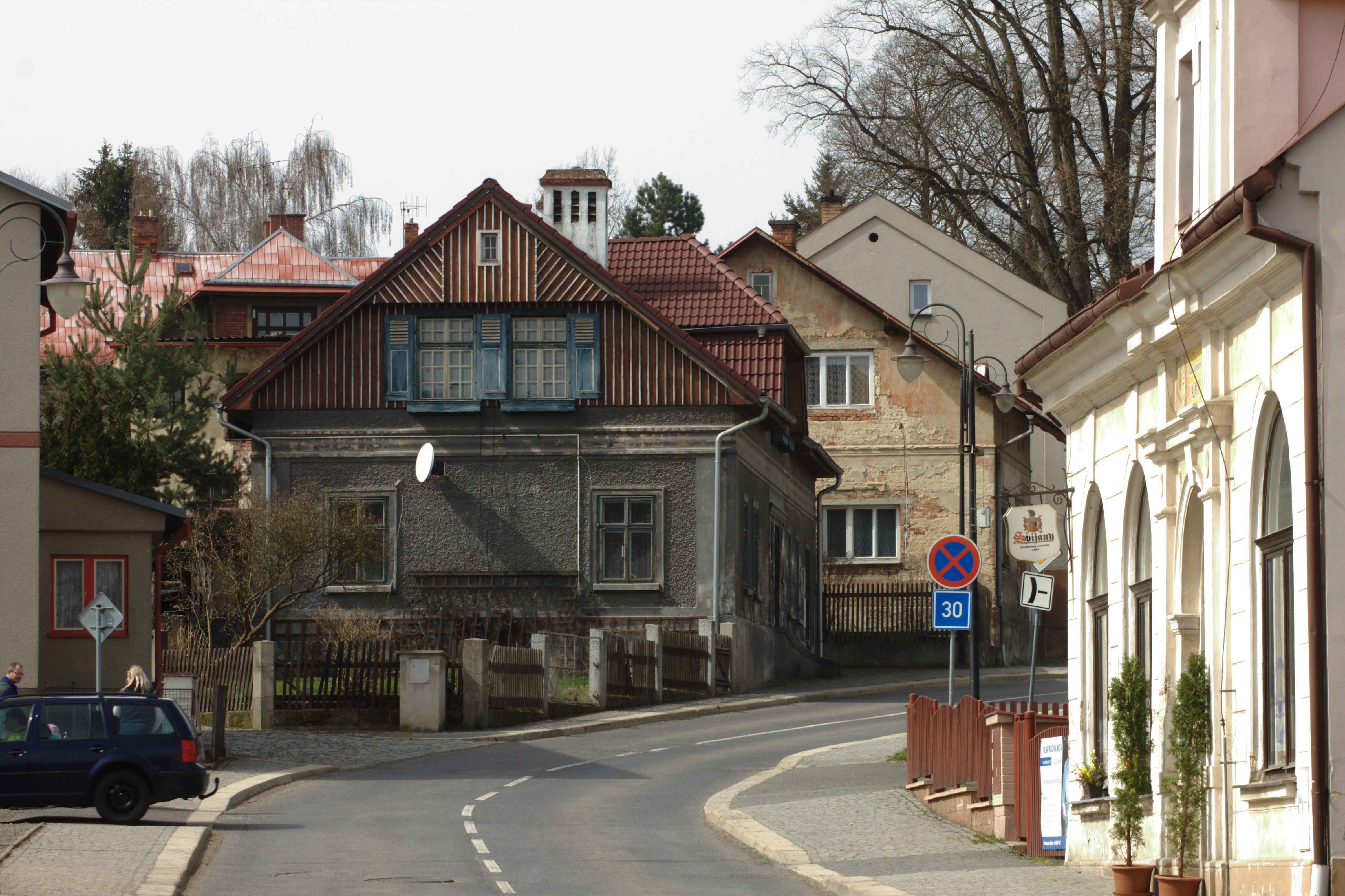
Ulice Svobody
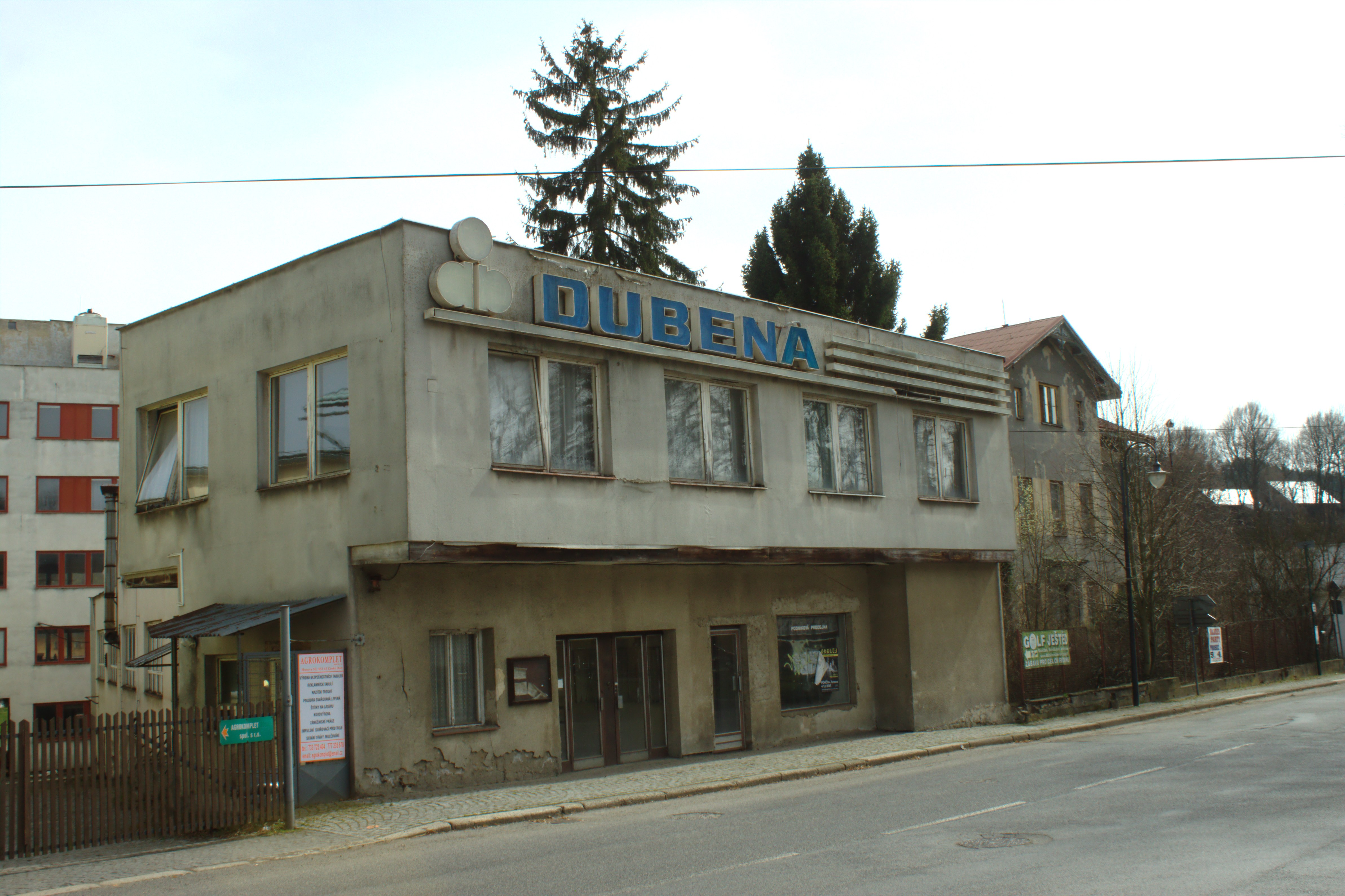
Dubena
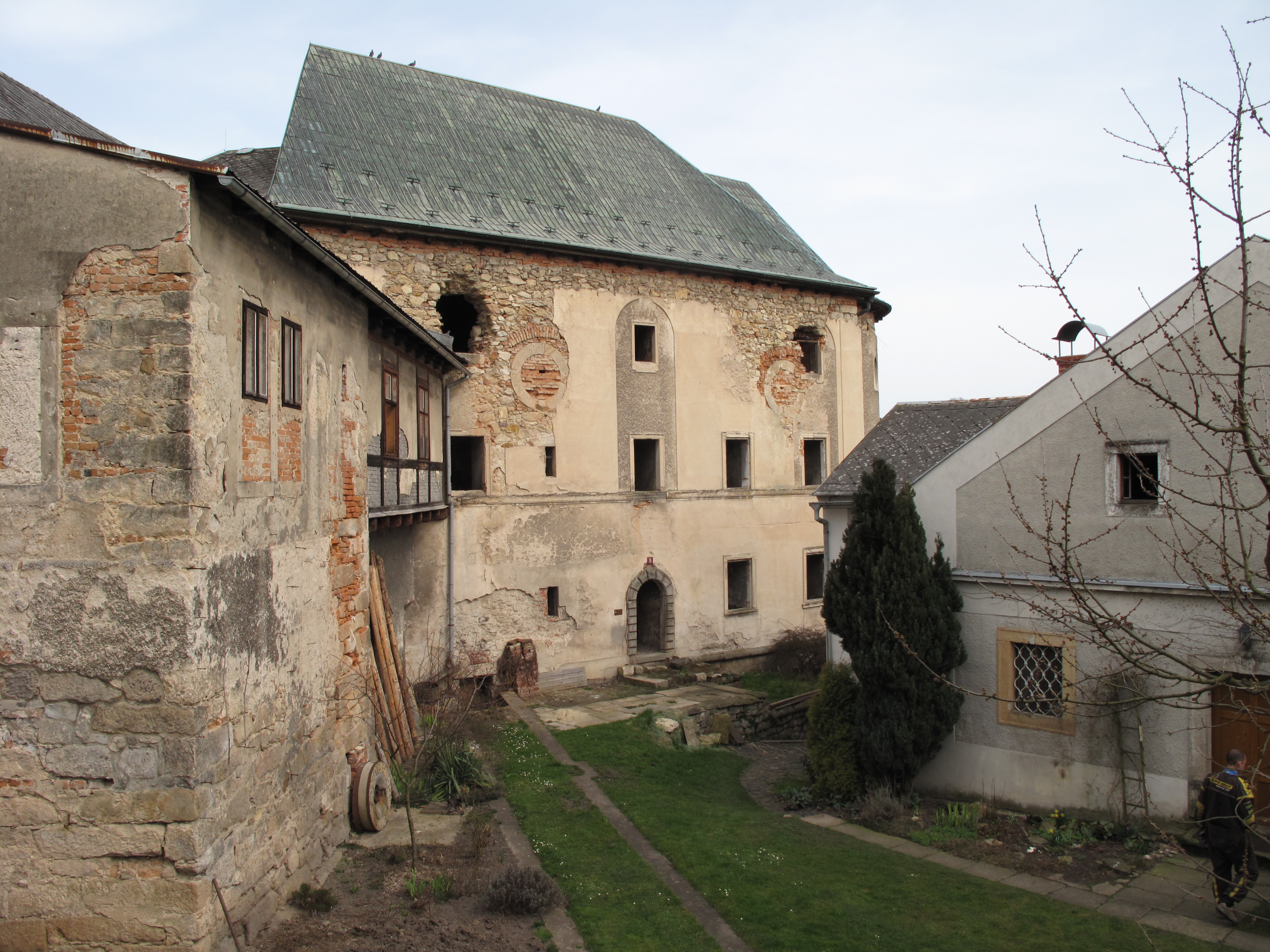
Část areálu zámku – zrušená kaple sv. Jana Nepomuckého, původně Jana Křtitele